# Костяево Большое
Костяево Большое — деревня в Юрьевецком районе Ивановской области России. Входит в состав Михайловского сельского поселения.

## География
Деревня расположена на берегу реки Ёлнать, в 18 км к югу от центра поселения — деревни Михайлово и в 26 км к юго-западу от районного центра — города Юрьевца.
Согласно генеральному плану поселения от 2023 года, деревня имеет пересечение границ с землями Кинешемского лесничества, в связи с чем предусмотрены работы по корректировке границ населённого пункта.

## История
Деревня впервые упоминается в писцовой книге Елнатской волости за 1676 год.
В XIX — первой четверти XX века деревня входила в состав Махловской волости Юрьевецкого уезда Костромской губернии. С 1918 года — в составе Иваново-Вознесенской губернии.
С 1929 года деревня входила в состав Махловского сельсовета Юрьевецкого района. В 1965 году, после укрупнения хозяйств, местные колхозы вошли в состав совхоза «Михайловский». 
С 2005 по 2015 год Костяево Большое являлось административным центром Костяевского сельского поселения, которое было упразднено в результате объединения с Михайловским сельским поселением.

## Население
| 1872 | 1897 | 1907 | 2002 | 2010 |
| ---- | ---- | ---- | ---- | ---- |
| 88   | ↗101 | ↗115 | ↗362 | ↘280 |

## Экономика и инфраструктура

### Социальная инфраструктура
В деревне действуют следующие учреждения:
- МКОУ «Костяевская основная школа» (ул. Набережная, д. 1а), построенная в 1975 году[8]. На базе школы, как сообщалось в 2001 году, был создан краеведческий музей[2].
- Дом культуры и библиотека (ул. Зелёная, д. 1а), оба учреждения размещаются в здании 1986 года постройки[8].
- Фельдшерско-акушерский пункт (ул. Цветочная, д. 5), входящий в структуру ОБУЗ «Кинешемская ЦРБ». Новое здание ФАПа введено в эксплуатацию в 2023 году[9].
- Отделение Почты России (ул. Зелёная, д. 1а), расположенное в здании 1986 года[10].

Торговое обслуживание жителей обеспечивают несколько магазинов. В деревне обустроены уличная тренажёрная и детская игровая площадки.

### Энергетика и коммунальное хозяйство
Деревня является одним из немногих населённых пунктов поселения, где имеется централизованное водоснабжение. Генеральным планом 2023 года предусмотрено строительство дополнительной водопроводной сети протяжённостью 300 метров.
Электроснабжение осуществляется от подстанции «Костяево» по линиям электропередачи напряжением 35 кВ и 10 кВ.
По состоянию на 2023 год централизованное газоснабжение в деревне отсутствовало. Завершение строительства межпоселкового газопровода до деревни запланировано на 2025 год.

## Достопримечательности
В деревне расположена действующая деревянная церковь Новомучеников и исповедников Церкви Русской.
Идея строительства храма принадлежала настоятелю церкви из соседнего села Жарки, отцу Виктору. Первоначально была возведена деревянная часовня по проекту архитектора из Троице-Сергиевой лавры Дмитрия Докучаева силами бригады плотников под руководством Александра Клопова. Часовня была освящена архиепископом Ивановским и Кинешемским Амвросием. В 2017 году на этом месте был построен полноценный храм. Согласно данным Министерства культуры Ивановской области на 2023 год, в деревне отсутствуют объекты, официально включённые в перечень объектов культурного наследия.

## Известные уроженцы
- Кротов, Павел Яковлевич — участник Великой Отечественной войны. В 1941 году был призван в 461-й стрелковый полк, воевал на Ленинградском и Волховском фронтах. Был трижды ранен. Награждён орденом Отечественной войны и медалями «За отвагу». После войны работал в местном колхозе[2].